# Ferrari Grand Prix Challenge
Ferrari Grand Prix Challenge (F1 HERO MD au Japon) est un jeu vidéo de course sorti en 1992 sur Mega Drive, NES et Game Boy. Le jeu a été édité par Varie.